# Actio pigneraticia contraria
Actio pigneraticia contraria – w prawie rzymskim
powództwo przysługujące zastawnikowi przeciwko zastawcy, 
wynikające z kontraktu zastawniczego (contractus pigneraticius).

## Charakterystyka powództwa
Zastawca – będąc w kontrakcie zastawniczym dłużnikiem ubocznym – miał obowiązek zwrócić 
zastawnikowi nakłady poczynione na utrzymanie przedmiotu zastawu oraz zapłacić 
odszkodowanie w wypadku wad fizycznych lub prawnych 
rzeczy. Za należyte wykonanie kontraktu zastawca odpowiadał do granic culpa levis.
Ochronie praw, odpowiadających tym obowiązkom, służyła należąca do actiones in personam skarga odszkodowawcza actio pigneraticia contraria. 
Początkowo oparta na fakcie, z czasem stała się skargą dobrej wiary.